# James Atkinson (piloto de bobsleigh)
James Neil Atkinson –conocido como Jim Atkinson– (DeLand, 10 de enero de 1929-Black Mountain, 31 de julio de 2010) fue un deportista estadounidense que compitió en bobsleigh en la modalidad cuádruple.
Participó en los Juegos Olímpicos de Oslo 1952, obteniendo una medalla de plata en la prueba cuádruple. Ganó dos medallas en el Campeonato Mundial de Bobsleigh, oro en 1950 y plata en 1951.

## Palmarés internacional
| Juegos Olímpicos   | Juegos Olímpicos           | Juegos Olímpicos | Juegos Olímpicos |
| Año                | Lugar                      | Medalla          | Prueba           |
| ------------------ | -------------------------- | ---------------- | ---------------- |
| 1952               | Oslo (Noruega)             | Medalla de plata | Cuádruple        |
| Campeonato Mundial |                            |                  |                  |
| Año                | Lugar                      | Medalla          | Prueba           |
| 1950               | Cortina d'Ampezzo (Italia) | Medalla de oro   | Cuádruple        |
| 1951               | Alpe d'Huez (Francia)      | Medalla de plata | Cuádruple        |